# 초!A&G+
초!A&G+(超!A&G+, ちょうエーアンドジープラス 초에안도지푸라스[*])는 일본의 분카 방송에서 운영하는 인터넷 라디오다. 일본의 애니메이션, 비디오 게임, 성우 관련 내용을 중심으로 스트리밍 방송을 하고 있다.

## 개요
초!A&G+는 분카 방송에서 운영하고 있는 인터넷 라디오로, 독자적인 라디오 프로그램을 중심으로 하며, 지상파와 동시 또는 시차를 두고 방송되는 라디오 프로그램도 함께 제공하고 있다.
일찍이 분카 방송에서 참가한 디지털 라디오인 'DigiQ+N 93'의 9301ch에서 방송된 'UNIQue the RADIO'에서 프로그램을 분할 및 확대해, 2007년 9월 3일부터 방송된 'DigiQ+N 93 9302ch'를 시초로 하고 있다. 이 시기부터 디지털 라디오를 수신할 수 없는 청취자를 대상으로 한 인터넷 스트리밍으로의 동시 송신이 시작되었다.
지상파 디지털 라디오의 실용화 시험 방송은 2011년 3월 31일자로 종료되고, 당일까지 방송을 실시한 인터넷 스트리밍 방송은 지상파 디지털 라디오 폐국 다음날인 4월 1일 이후 인터넷 라디오 방송국으로 변경되어 인터넷 방송을 하고 있다.
2012년 4월 1일에는 아카이브 방송을 전문으로 하는 'AG-ON(エジオン 에지온[*])'이 개설되어 일부 프로그램을 방송 종료 이후에 제공하게 되었다. 이후 AG-ON은 기능을 강화한 'AG-ON Premium'으로 대체되고, AG-ON은 2017년 12월 28일에 서비스를 종료했다. AG-ON Premium에서는 저작권 문제로 인해 배경음악이나 음악 파트를 삭제한 아카이브 방송이 제공되고 있다. 2020년 1월 22일에는 유튜브에 '분카 방송 A&G' 채널이 개설되어, 1월 29일부터 일부 프로그램의 아카이브 방송이 무료로 공개되고 있다. 2024년 3월 31일에는 'AG-ON Premium'의 서비스를 종료하고 다음 날인 4월 1일부터 통합 아카이브 및 전달 플랫폼 「QloveR」가 개설되어 일부 아카이브 방송과 초!A&G+의 사이멀 전송을 제공하고 있다.
2025년 1월 21일, 분카 방송은 보도자료를 내고 동년 3월 31일부로 초!A&G+의 서비스를 종료한다고 발표했다. 정규 프로그램의 전달은 3월 30일자로 종료한 후, 다음 날인 31일에 특별 프로그램을 전달한 후에 서비스를 종료할 예정. 덧붙여 해당 채널에서로 전달중인 일부 프로그램은 동년 4월부터 지상파에서의 방송 또는 동사가 운영하는 새로운 전달 플랫폼 「QloveR」로 이행해 전달을 계속할 예정이라고 밝혔다.

## 시청
디지털 라디오 시험 방송의 종료 이후, 인터넷에서의 스트리밍 방송을 전문적으로 하고 있다.
개인용 컴퓨터를 통해서는 마이크로소프트 윈도우와 macOS의 여러 브라우저에 대응하며, 최초 시청 시 개인이 특정되지 않는 설문 기입을 요구하고 있다. 아이폰과 안드로이드 스마트폰에서는 공식 애플리케이션에서 청취할 수 있다.
그 외, 2018년 12월 18일부터 아마존 알렉사 기능으로 제공되기 시작했다. 아마존 에코 및 아마존 파이어 TV 등 아마존 알렉사 대응 기기와, 스마트폰의 아마존 알렉사 애플리케이션으로 음성 청취가 가능하며, 일부 아마존 파이어 TV 등 디스플레이가 포함된 기기에서는 동영상 시청이 가능하다.